# Pleurodonte
Pleurodonte é um gênero de gastrópodes terrestres neotropicais da família Pleurodontidae (antes entre os Camaenidae).
Sua distribuição abrange as ilhas da região do Caribe, na Jamaica, Barbados, Guadalupe, Martinica, Dominica e norte da América do Sul (onde é considerado sinônimo de Dentellaria), contendo as seguintes espécies:
- Pleurodonte adamsiana Clapp, 1901
- Pleurodonte amabilis (C. B. Adams, 1850)
- Pleurodonte anomala (Pfeiffer, 1849)
- Pleurodonte atavus (Pfeiffer, 1859)
- Pleurodonte aureola Swainson
- Pleurodonte badia (Férussac, 1832)[4]
- Pleurodonte bainbridgii (Pfeiffer, 1845)
- Pleurodonte barbadensis Lamarck
- Pleurodonte bronni (Pfeiffer, 1846)
- Pleurodonte candescens C. B. Adams, 1850
- Pleurodonte cara (C. B. Adams, 1849)
- Pleurodonte catadupae H. B. Baker, 1935
- Pleurodonte chemnitziana (Pfeiffer, 1845)
- Pleurodonte dentiens (Férussac, 1822)
- † Pleurodonte desidens (Rang, 1834)
- Pleurodonte discolor Férussac
- Pleurodonte guadeloupensis
- Pleurodonte hippocastaneum Lamarck
- Pleurodonte josephinae (Férussac, 1832)
- Pleurodonte ingens (C. B. Adams, 1850)
- Pleurodonte isabella (Férussac, 1821)[4]
- Pleurodonte invalida (C. B. Adams, 1850)
- Pleurodonte lucerna (Müller, 1774)
- Pleurodonte lychnuchus Müller
- Pleurodonte mora Gray in Griffith, 1834
- Pleurodonte nigrescens (Wood, 1828)
- Pleurodonte okeniana (Pfeiffer, 1845)
- Pleurodonte pallescens (C. B. Adams, 1851)
- Pleurodonte peracutissima (C. B. Adams, 1845)
- Pleurodonte picturata (C. B. Adams, 1849)
- Pleurodonte sinuata (Müller, 1774)
- Pleurodonte sloaneana (Shuttleworth, 1861)[6]
- Pleurodonte soror (Férussac, 1821)
- Pleurodonte strangulata (C. B. Adams, 1849)
- Pleurodonte subacuta (Pfeiffer, 1867)
- Pleurodonte sublucerna (Pilsbry, 1889)
- Pleurodonte tridentina (Férussac, 1832)[5]

## Galeria de imagens

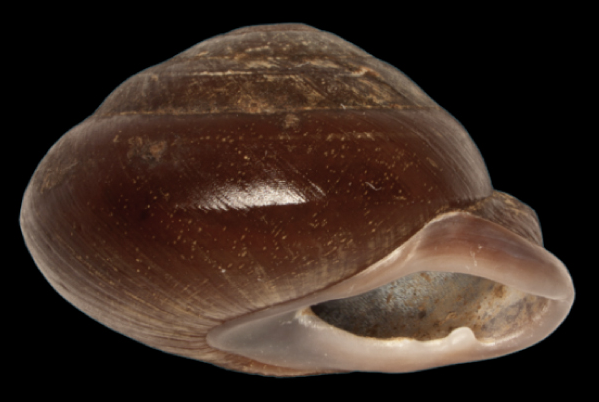
Concha de Pleurodonte dentiens (Férussac, 1822).
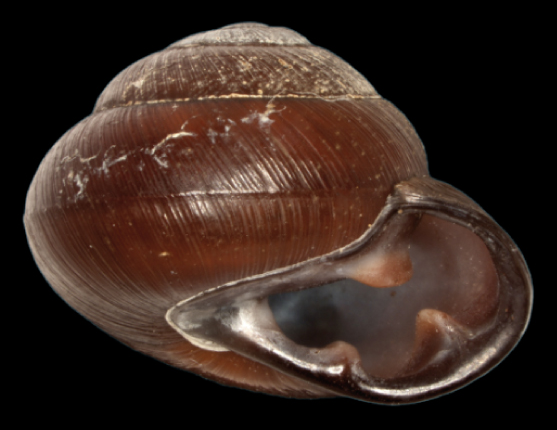
Concha de Pleurodonte nigrescens (Wood, 1828).
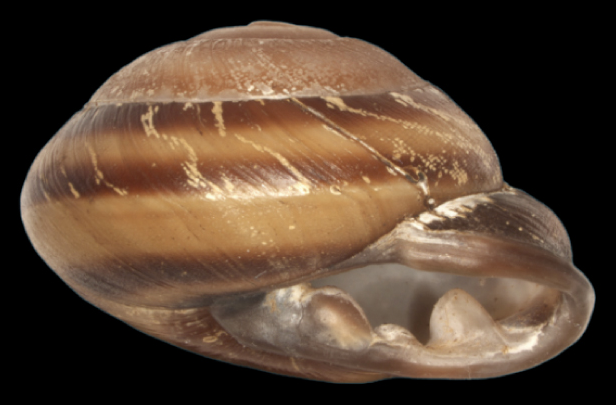
Concha de Pleurodonte josephinae (Férussac, 1832).
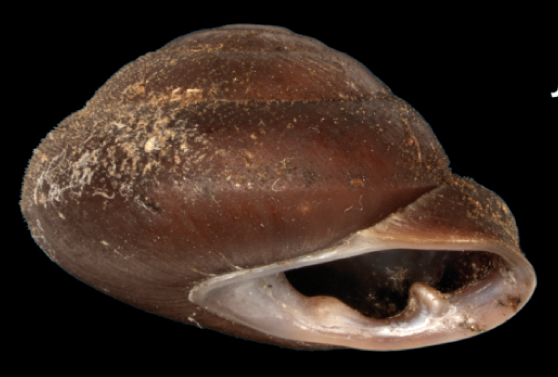
Concha de Pleurodonte guadeloupensis dominicana.